# كهف الدب
كهف الدب (بالبولندية: Jaskinia Niedźwiedzia، تلفظ: ياسكينيا نيجفيجا) هو أطول كهف في جبال سنيزنيك [الإنجليزية] التي تعتبر جزء من جبال سوديت، تم إكتشافه سنة 1966 على الجانب الأيمن من وادي مجرى كليسنيكا في سنيزنيك كلودجكي الجزء الضخم من جبال سوديت قرب قرية كليتنو [الإنجليزية] في بولندا، يشتهر الكهف بكونه موقع مهم لأعمال التنقيب عن بقايا حيوان دب الكهوف.

## تاريخيًا
تم إكتشاف الـ 200 متر (660 قدم) الأولى من الكهف في أكتوبر 1966 أثناء عملية التعدين في مقلع (كلينتو III) حديث العهد عندها، في عام 1967 تم إكتشاف ممرات جديدة من ضمنها الأجزاء الوسطى التي تسمى «ردهات القصر» (بالبولندية: Sale pałacowe، تلفظ: سالي بالاسوفا)، ثم في يناير 1972 تم إكتشاف الأجزاء الأدنى من الكهف، وبين عاميّ (2014-2015) إكتشفت أجزاء جديدة منه بهذا يصبح الطول الإجمالي للكهف أكثر من 2 كيلومتر (1.2 ميل)، وحاليًا يعتبر أطول كهف في جبال السوديت.

## بقايا الحيوانات
داخل الكهف مليء بمستحاثات للحيونات من العصر الحديث الأقرب، أغلبها تعود لثديات مثل الدب البني وأسد الكهوف، وضباع، وذئاب، وخنزير بري وغيرها، إلا أن 90% من العظام وجد أنها تعود لدب الكهوف.

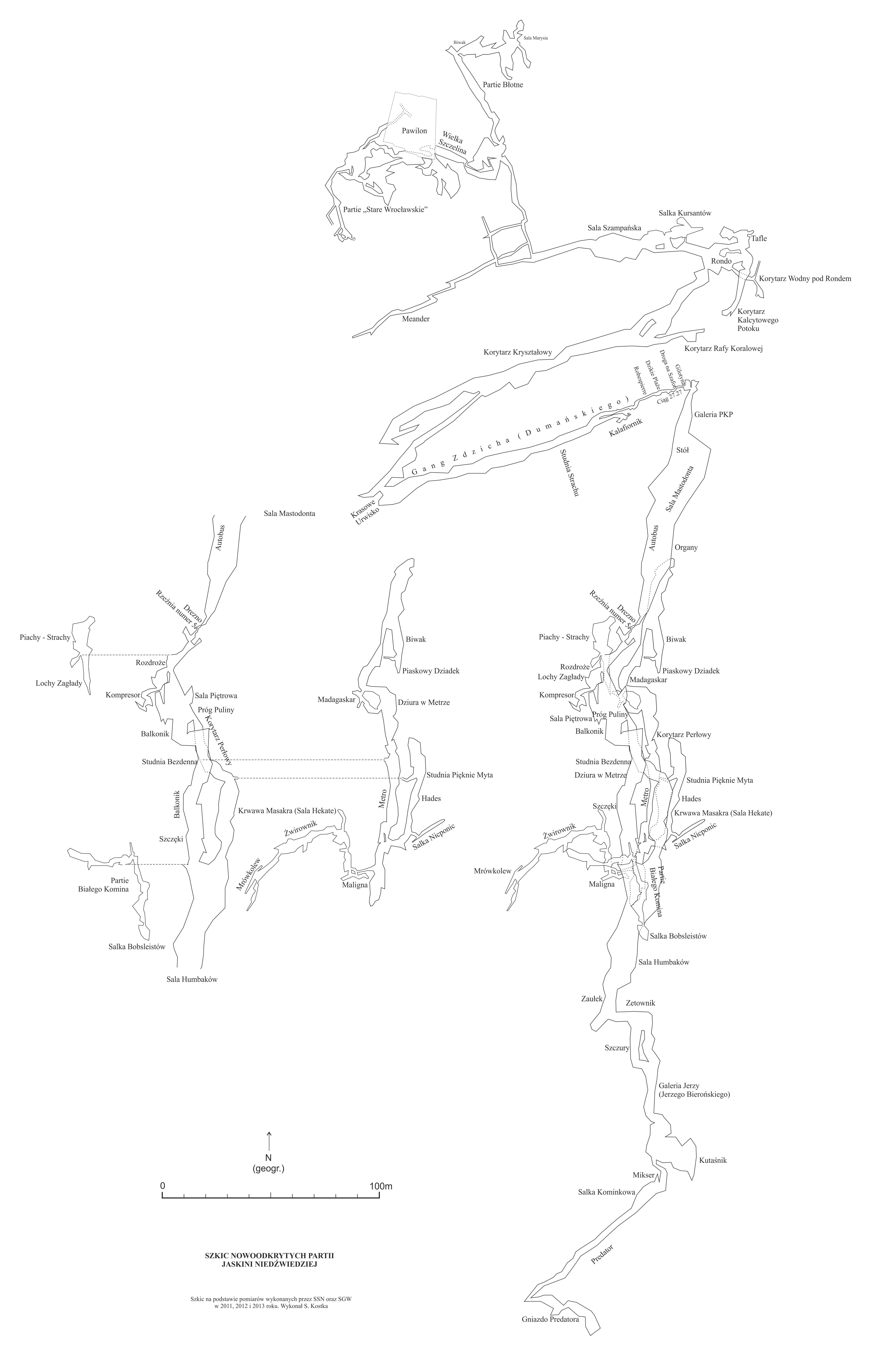
خريطة الكهف.
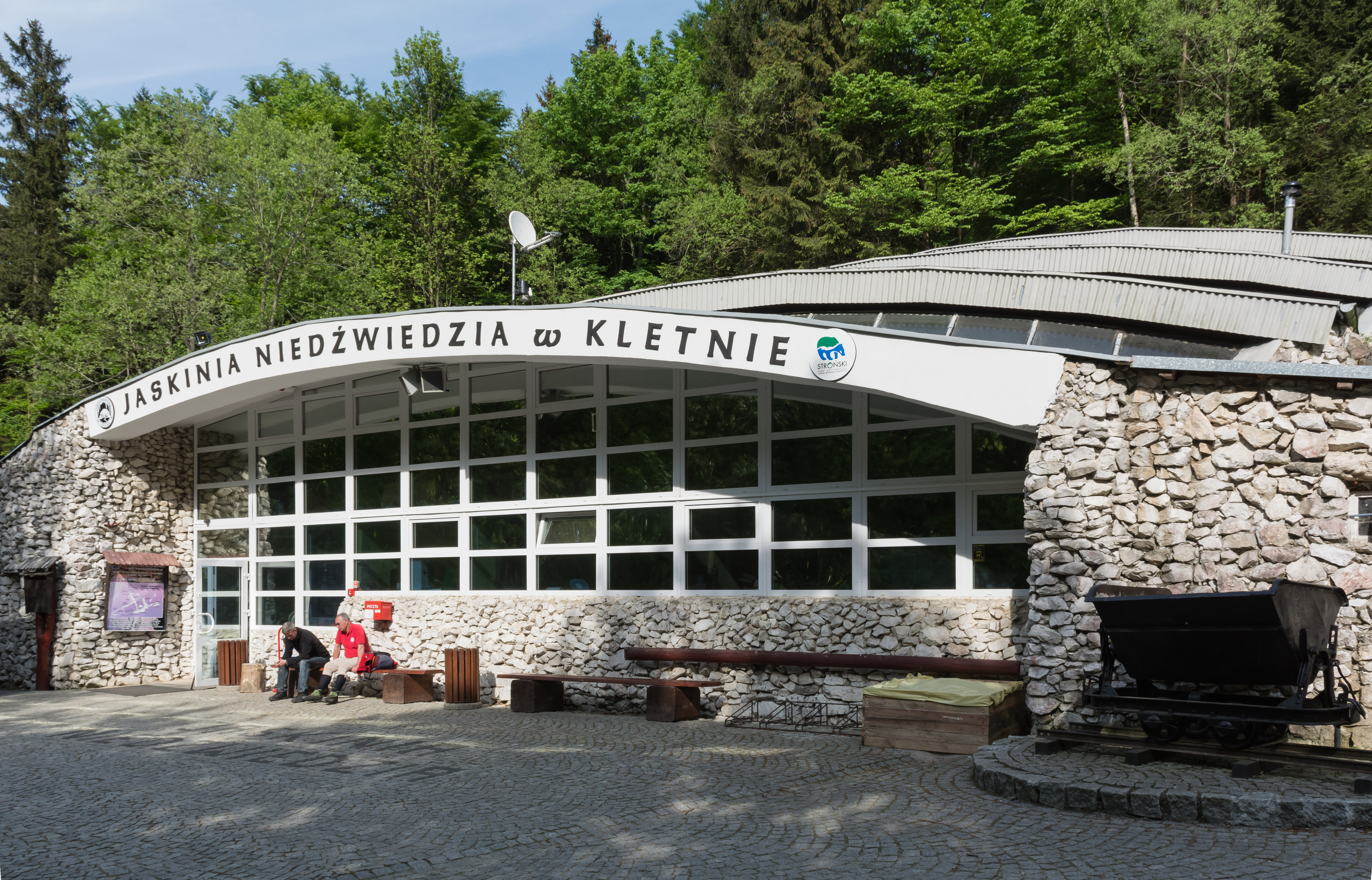
مدخل كهف الدب.
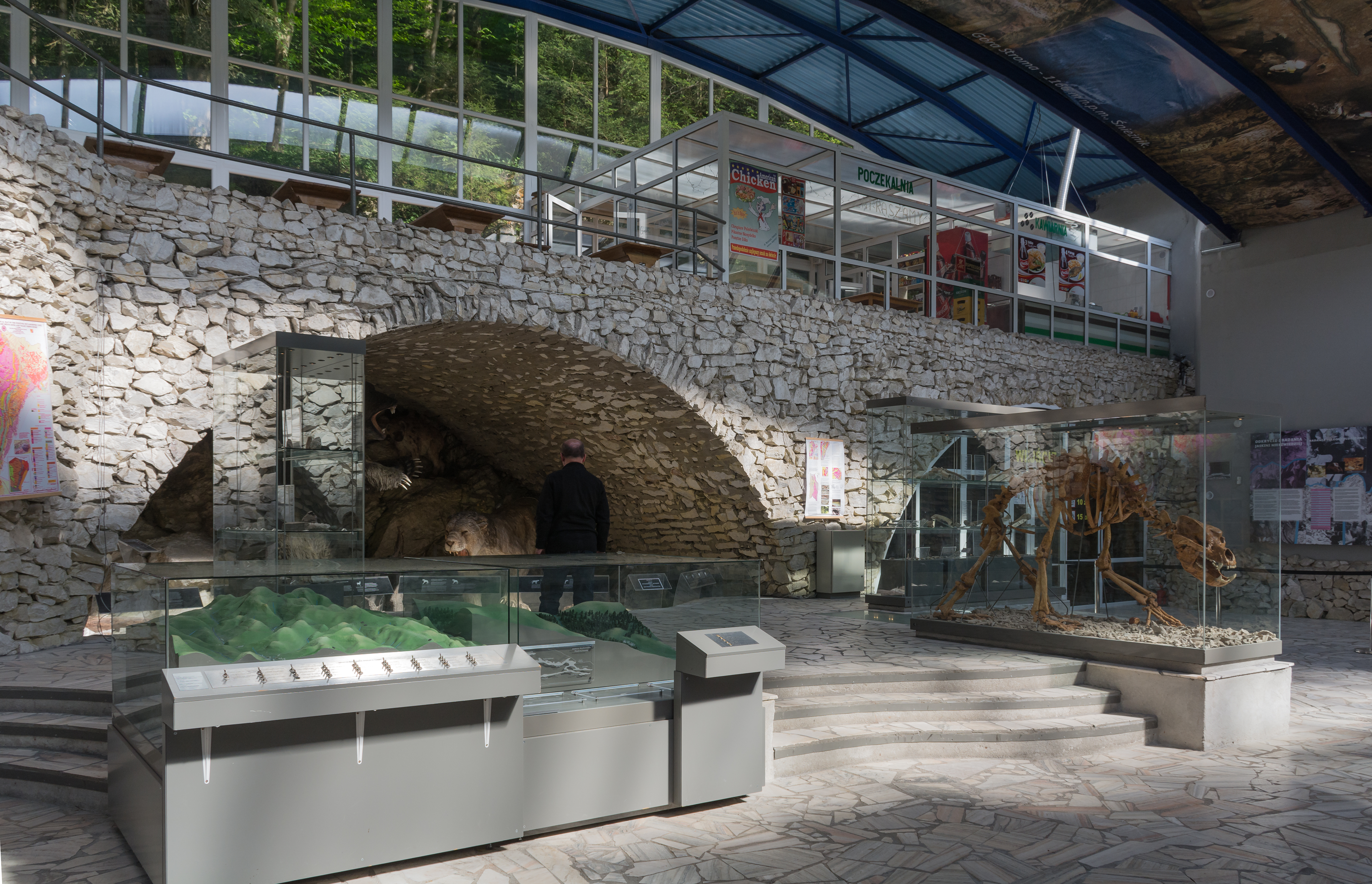
صالة عرض داخل جناح الكهف تحتوي على عظام لدب الكهف وأسد الكهف.
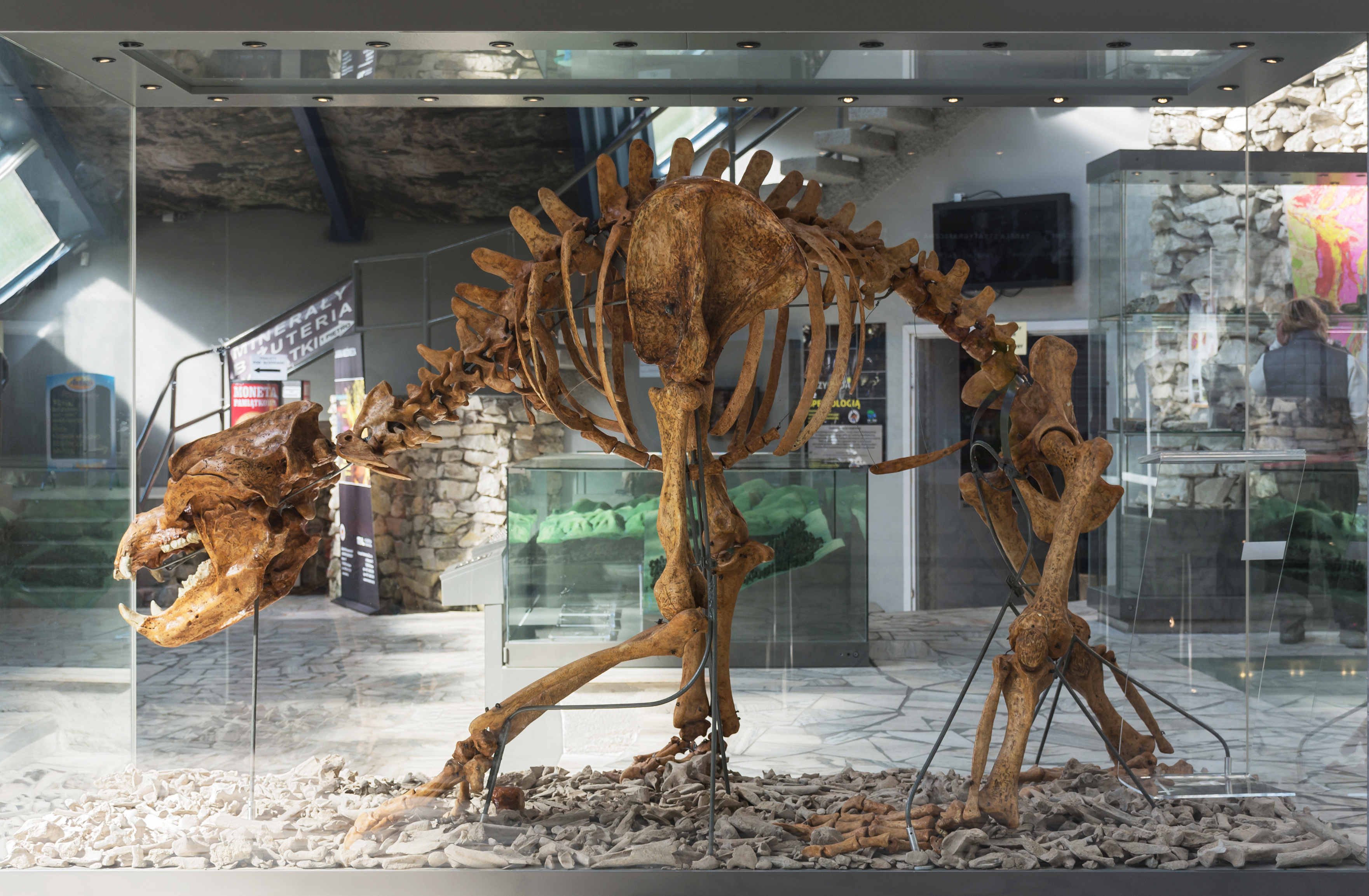
الهيكل العظمي لدب الكهف.
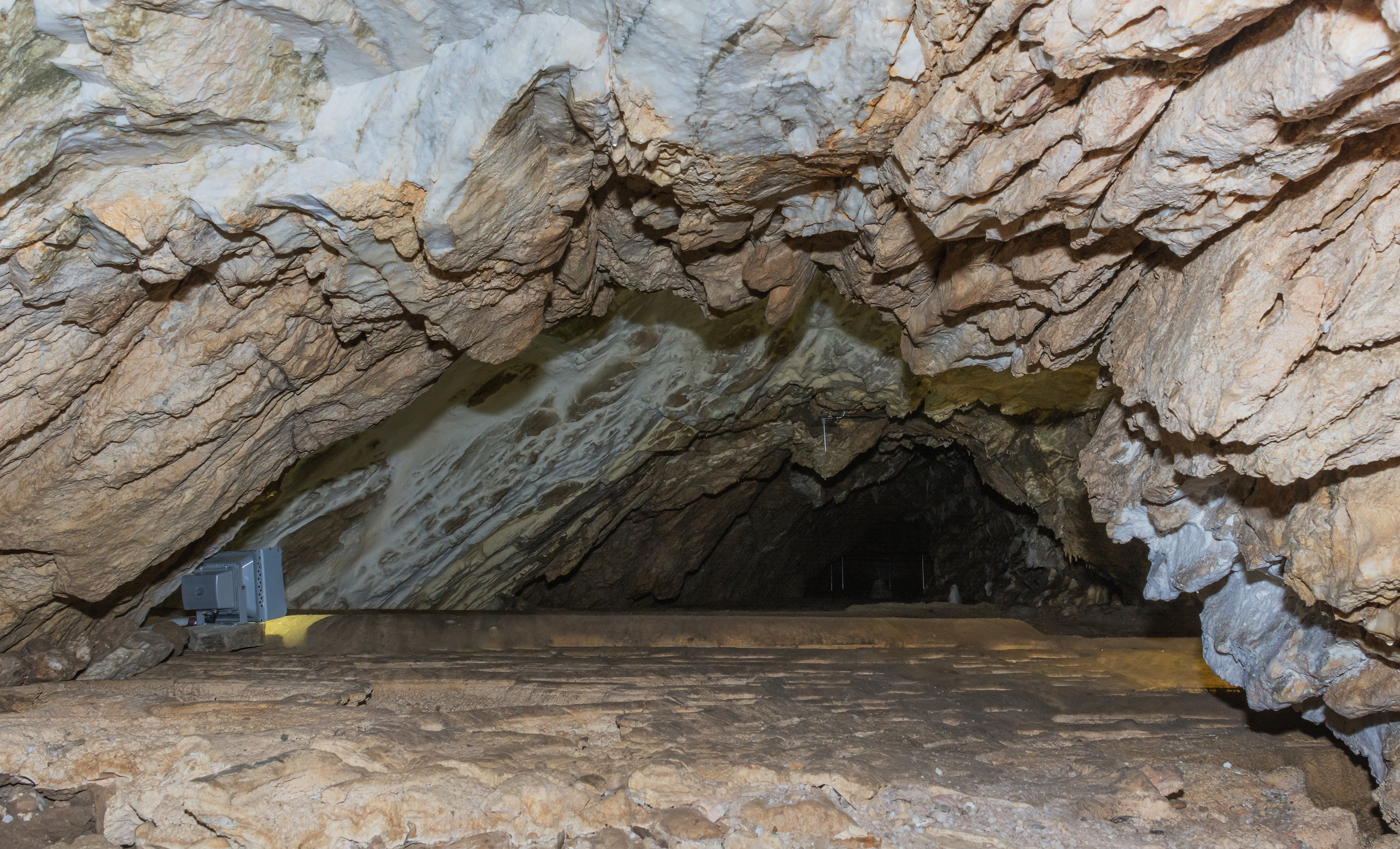
المدخل الطبيعي للكهف.
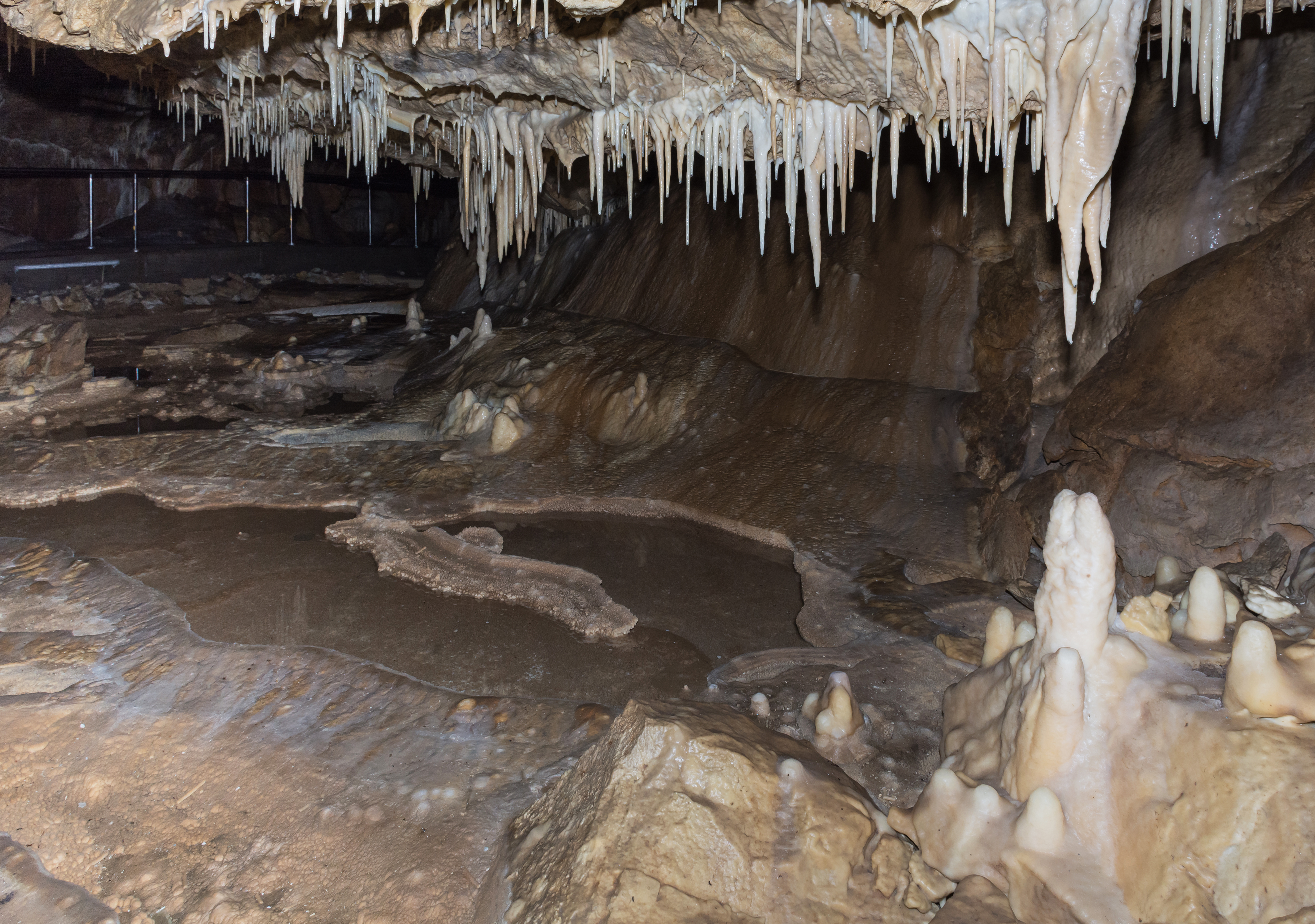
الرواسب الكهفية داخله.
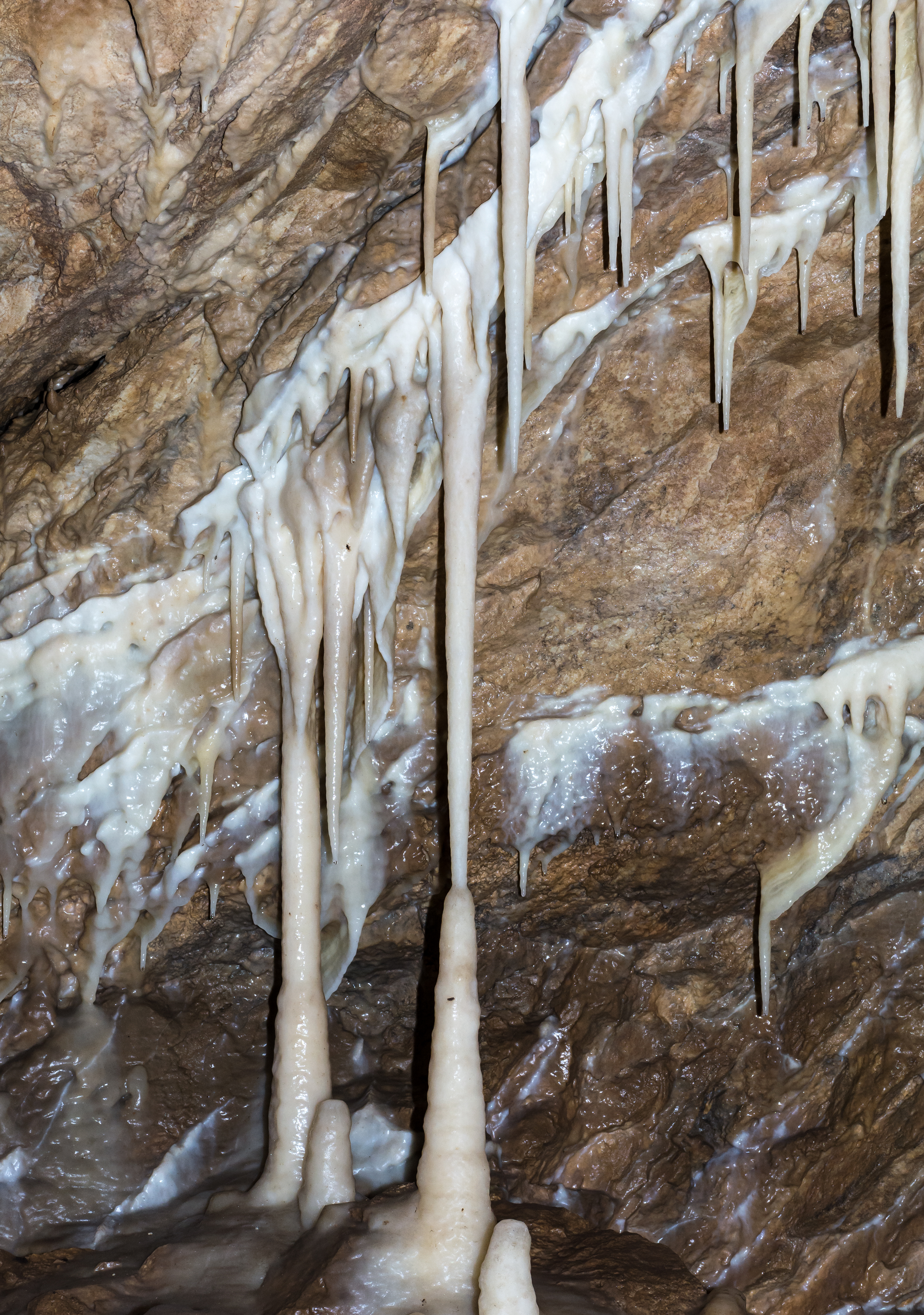
عواميد الكهوف.
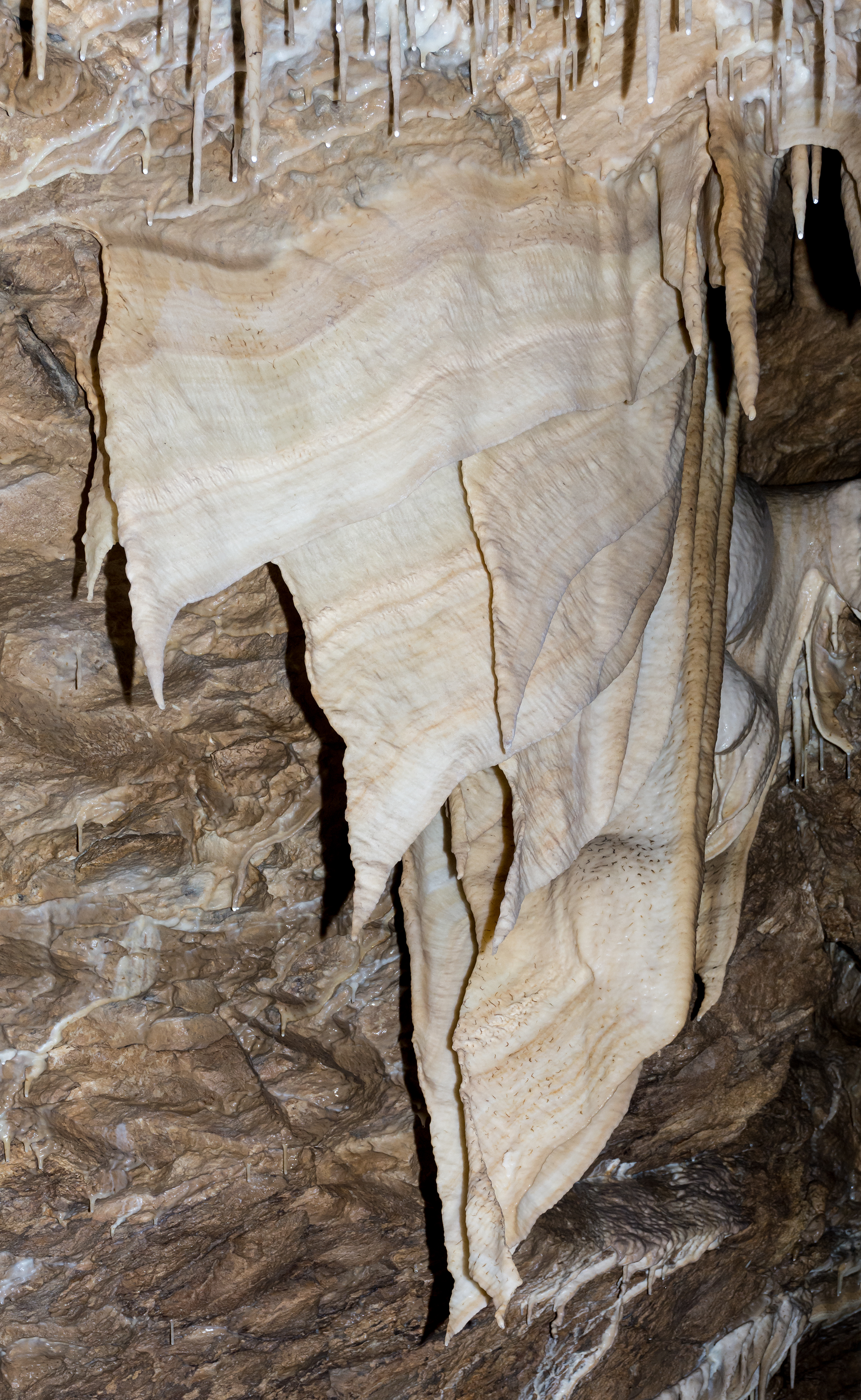
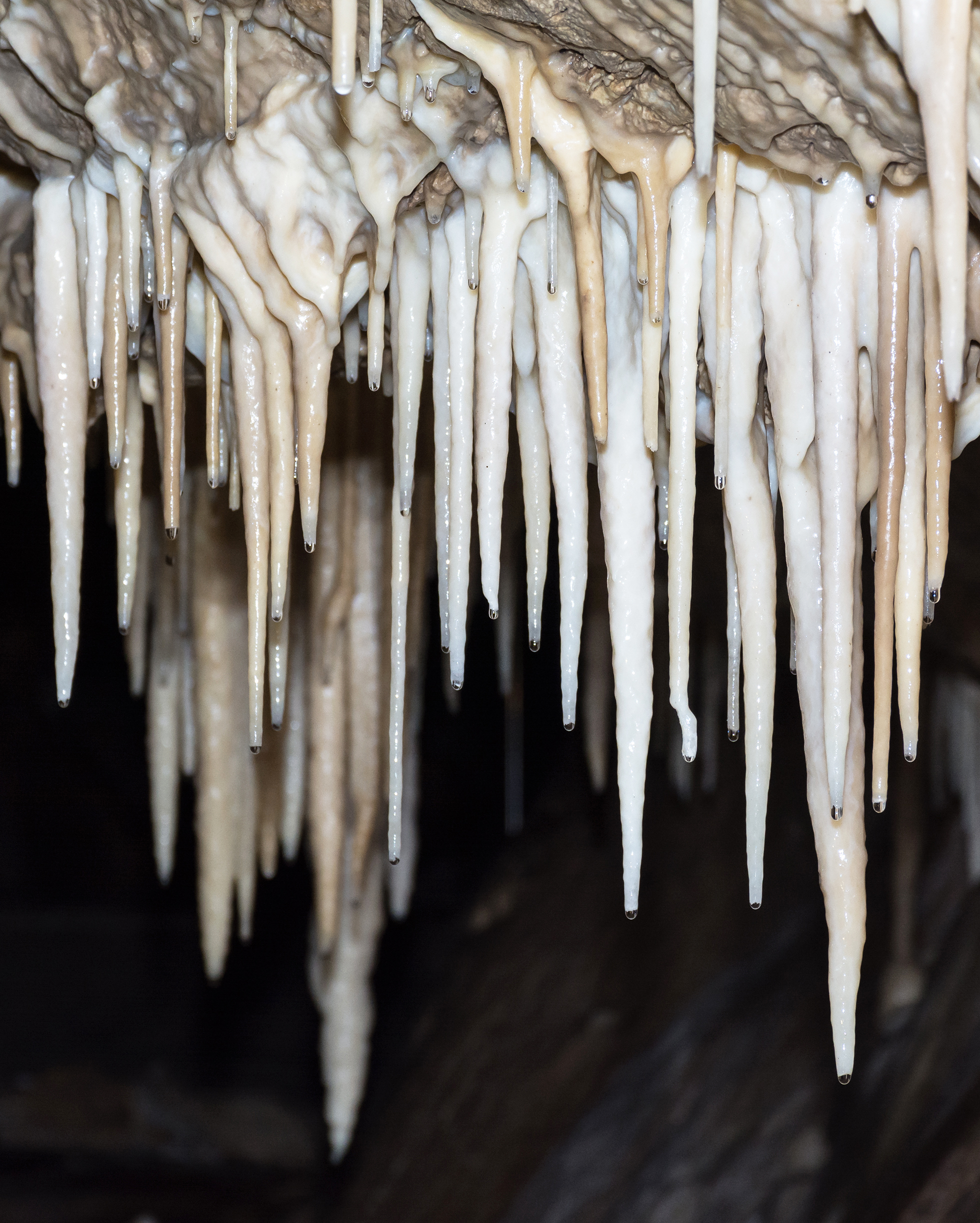
نوازل الكهوف
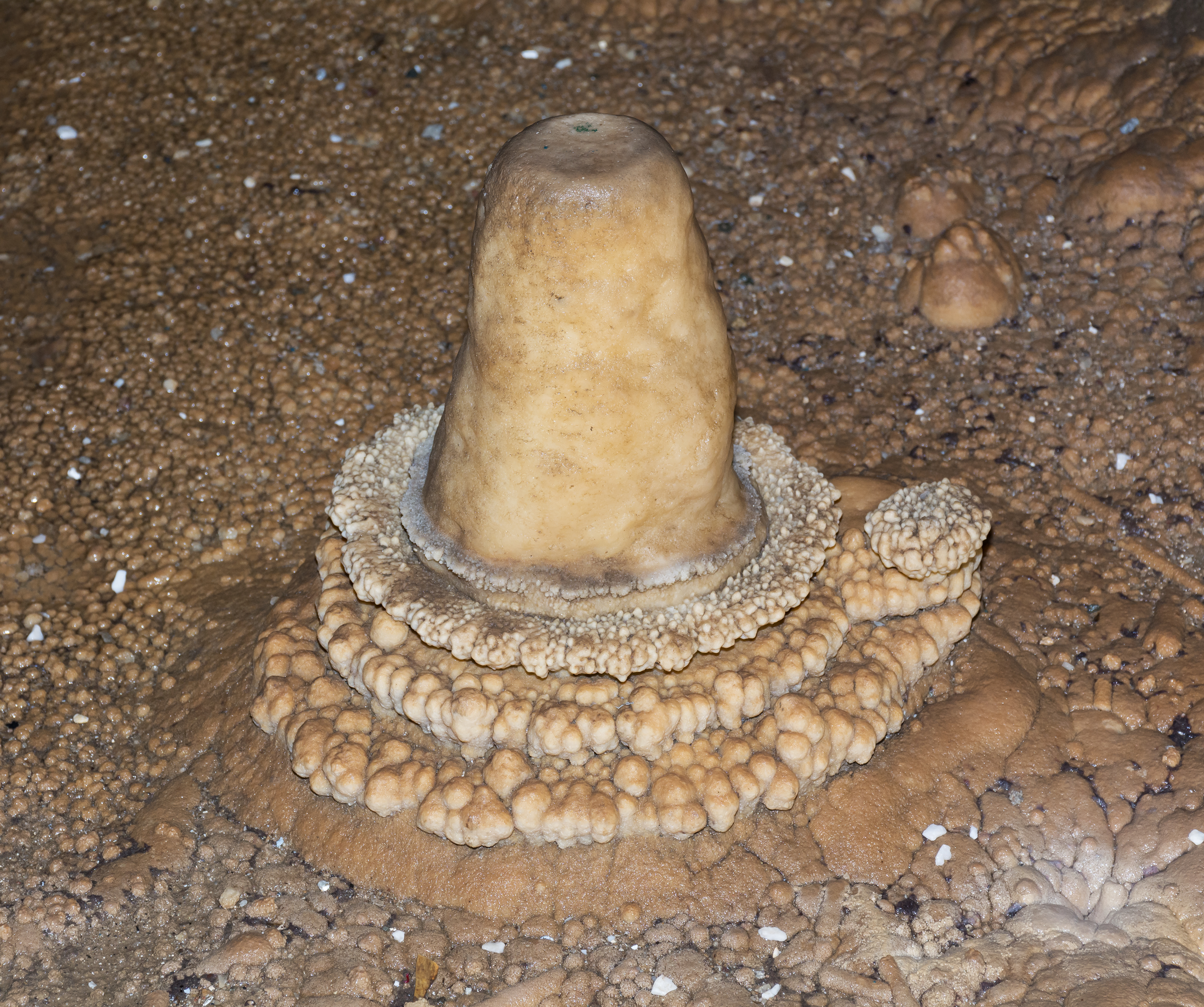
صواعد الكهوف
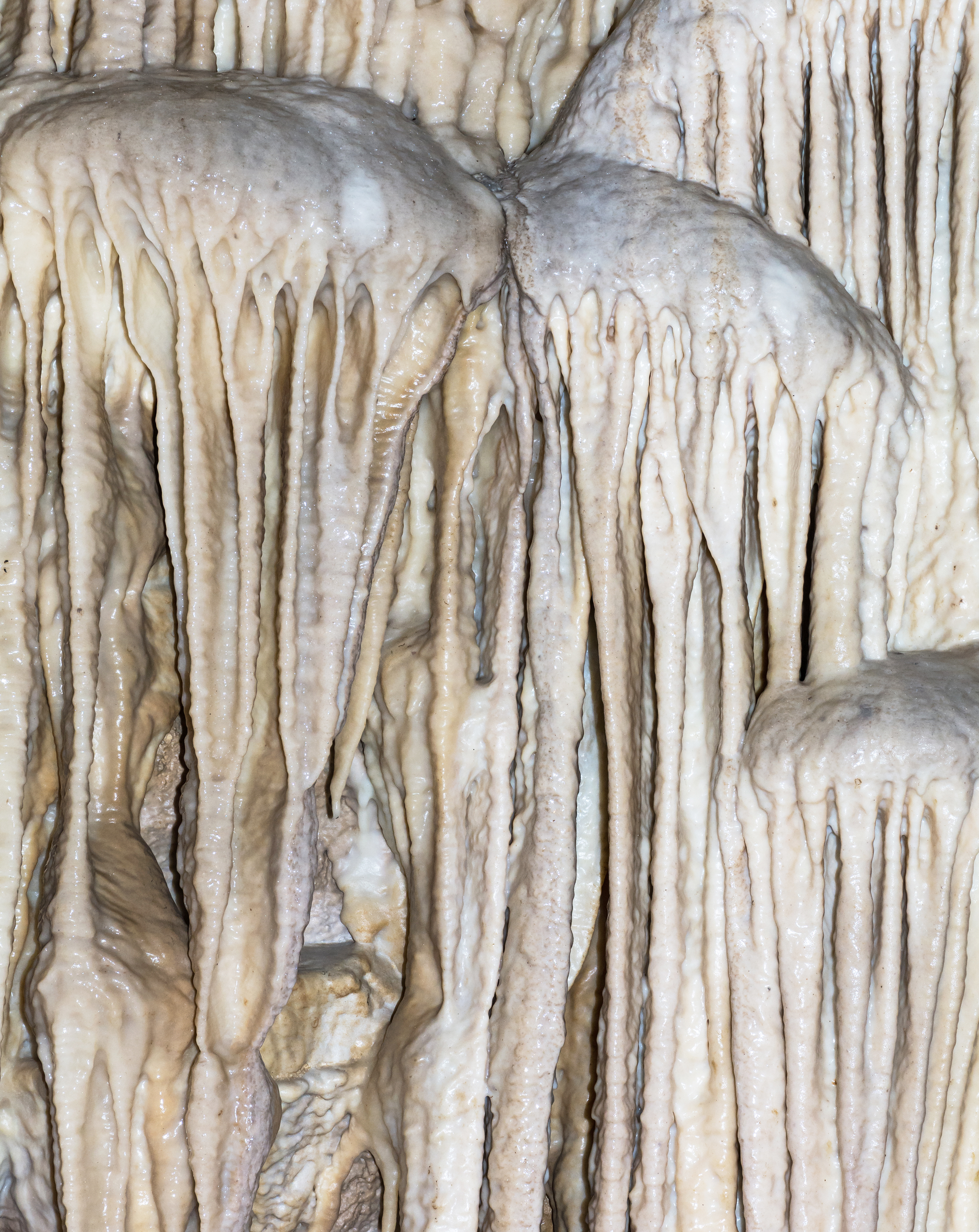
تراكيب شلالية الشكل.

## طالع أيضًا
- كهف كوسيغاساوا
- كهف مورويا
- كهف خفاش بحيرة ساي

## روابط خارجية
- كهف الدب في كيلنتو.
- الموقع الرسمي للكهف (بالبولندية)